# باريس تورز 1963
باريس تورز 1963 هو سباق دراجات هوائية، وهو الموسم رقم 57 من باريس تورز، وأقيم في 6 أكتوبر 1963.
فاز بالمركز الأول جو دي رو، وبالمركز الثاني توم سيمبسون، وبالمركز الثالث ريمون بوليدور.

## الفائزون
| الترتيب | الفائز        |
| ------- | ------------- |
| الفائز  | جو دي رو      |
| الثاني  | توم سيمبسون   |
| الثالث  | ريمون بوليدور |